# Анайя Арсе, Рикардо
Рикардо Торни-Ана́йя Арсе (исп. Ricardo Torney-Anaya Arze; 5 февраля 1907, Кочабамба — 14 августа 1997) — боливийский политический деятель.

## Биография
Старший сын в известной семье юриста в Тарате, также получил юридическое образование. В 1926—1931 годах был одним из руководителей Университетской федерации Боливии. С 1931 года занимался преподавательской деятельностью, позже также заведовал кафедрой права, затем был деканом факультета экономических наук Университета Сан-Симон в Кочабамбе.
Это были времена обновления, революционных изменений, распространения классовой борьбы и марксизма. В 1930-х годах на будущую политическую деятельность Анайи повлияли «конференции Оруро», на которых другие лидеры, такие как Тристан Мароф и троцкисты из Революционной рабочей партии, выступали за радикальные изменения, включая национализацию рудников и раздачу земли крестьянам.
В 1940 году Рикардо Анайя Арсе и его двоюродный брат — писатель и социолог Хосе Антонио Арсе, один из первых марксистских теоретиков Боливии — создали в Оруро Левую революционную партию (исп. Partido de Izquierda Revolucionaria, ПИР). Рикардо Анайя возглавил новую партию, став её генеральным секретарём. Одно время ПИР считалась ведущей партией страны, однако её погубил её союз с с правоконсервативной олигархией.
В 1960-х он был представителем течения «национальных левых» на международных форумах в Латинской Америке, что придало его местному авторитету наднациональный престиж. Известный своим ораторским мастерством, он позже был депутатом в течение двух сроков.
При этом политически он оказался на противоположной стороне баррикад с некоторыми бывшими соратниками по ПИР, создавшими Коммунистическую партию Боливии — стал участником администраций правых правительств, министром с двумя портфелями во время президентства Рене Баррьентоса и в качестве канцлера замещал президента Хуана Переду, когда тот в августе 1979 года посещал встречу глав государств в Колумбии.
Автор ряда работ, в том числе книг «Национализация рудников в Боливии» (Nacionalización de las minas de Bolivia, 1952) и «Арика трёхнациональная: Боливия, Чили Перу — формула мира, интеграции и развития» (Arica trinacional: Bolivia, Chile, Perú: una fórmula de paz, integración y desarrollo, 1987), в которой ратовал за традиционное требование Боливии о выходе к морю — за совместное управление портом Арика соседними странами.